# دیر اون گرای
دیر اون گرای (به انگلیسی: DIR EN GREY) (به معنی گندم خاکستری) یکی از بزرگترین گروه هوی متال ژاپنی است که در سال ۱۹۹۷ شکل گرفت و در حال حاضر با ناشر فایروال دیو، زیرمجموعه ای از Free-Will، قرارداد دارد. با گروهی متشکل از خواننده Kyo، گیتاریست‌ها Kaoru ،Die، بیسیست Toshiya و درامر Shinya، آنها نه آلبوم منتشر کرده‌اند. تغییرات فراوان سبک، تعیین ژانر موسیقی آنها را دشوار ساخته‌است، اگر چه به‌طور کلی آن ها به عنوان یک گروه متال شناخته می شوند. در اصل گروه بصری kei، اعضای انتخاب لباس‌های کمی نمایشی آنها برای چندین سال است. اخیراً، گروه، به خصوص خواننده Kyo، یک بار دیگر به نظر بصری تغییر کرده است.این گروه چهار بار در فستیوال بزرگ راک ام رینگ و راک آیم پارک شرکت کرده اند.

## اعضا
- Kyo (京؟) – خواننده
- Kaoru (薫؟) – گیتار، صدای پس‌زمینه
- Die – گیتار، صدای پس‌زمینه
- Toshiya – بیس، صدای پس‌زمینه
- Shinya – درام، پرکاشن

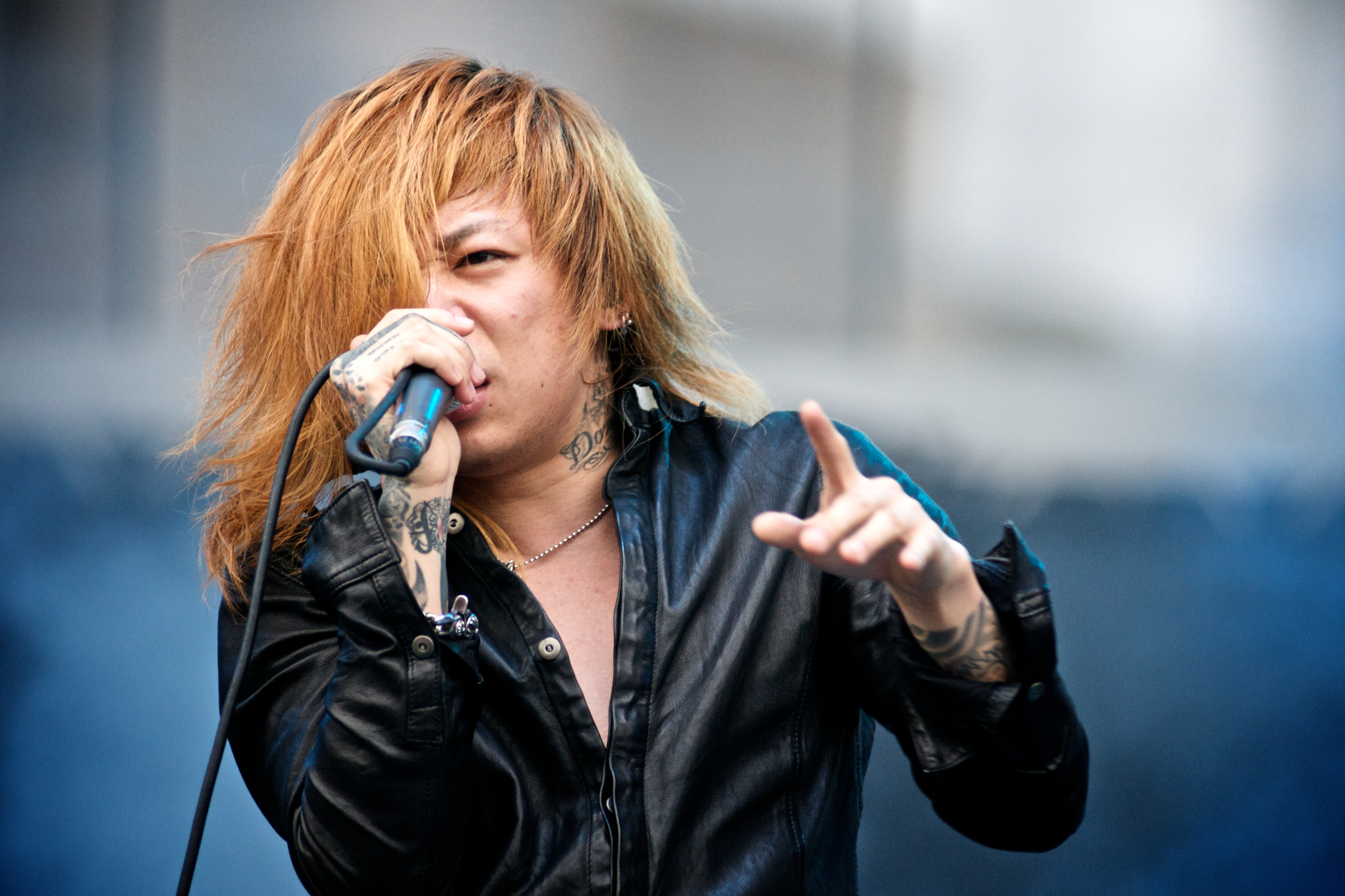
خواننده Kyo
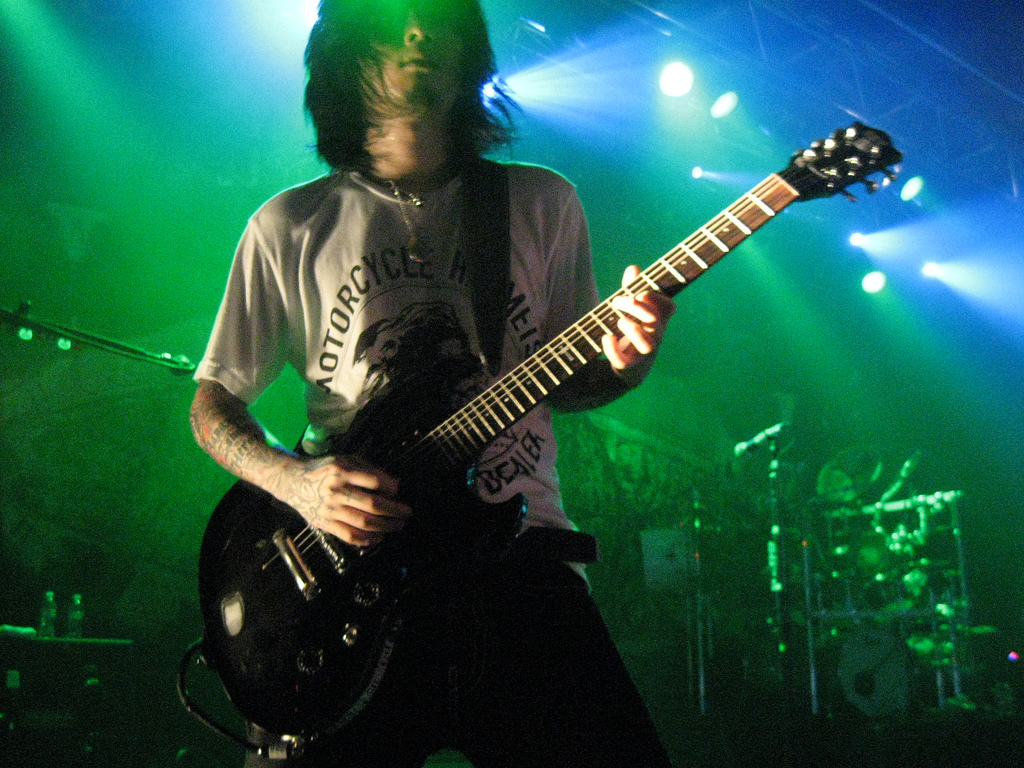
گیتاریست Kaoru
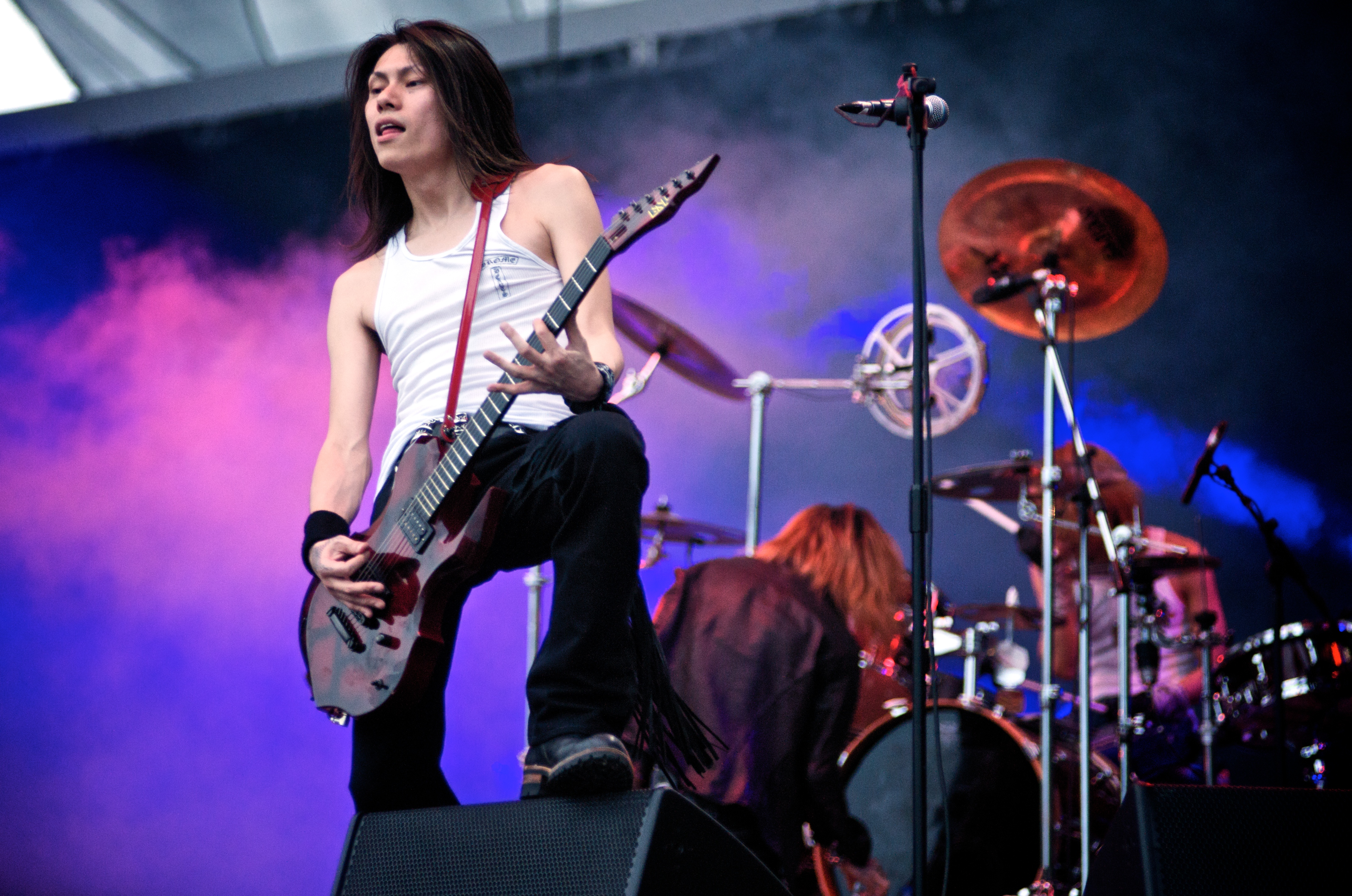
گیتاریست Die
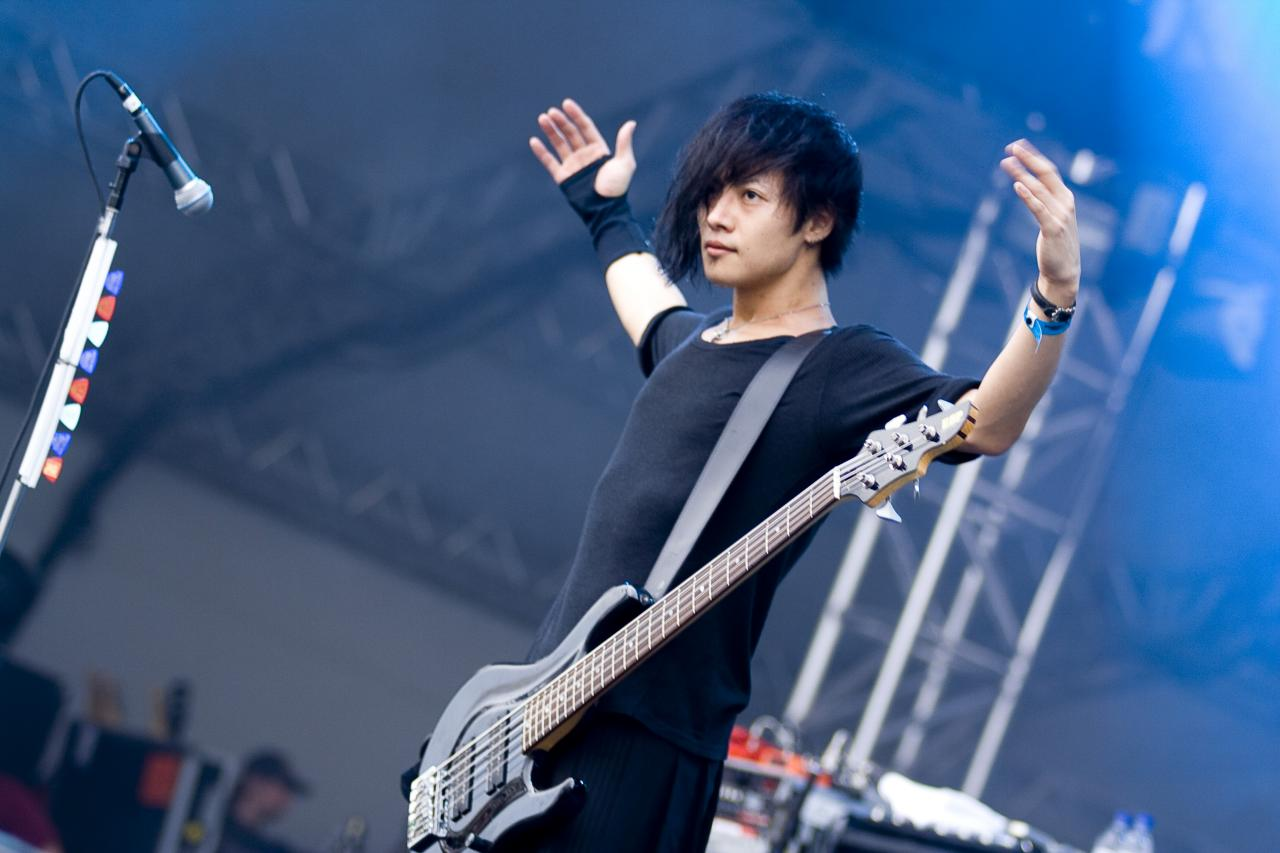
بیسیست Toshiya
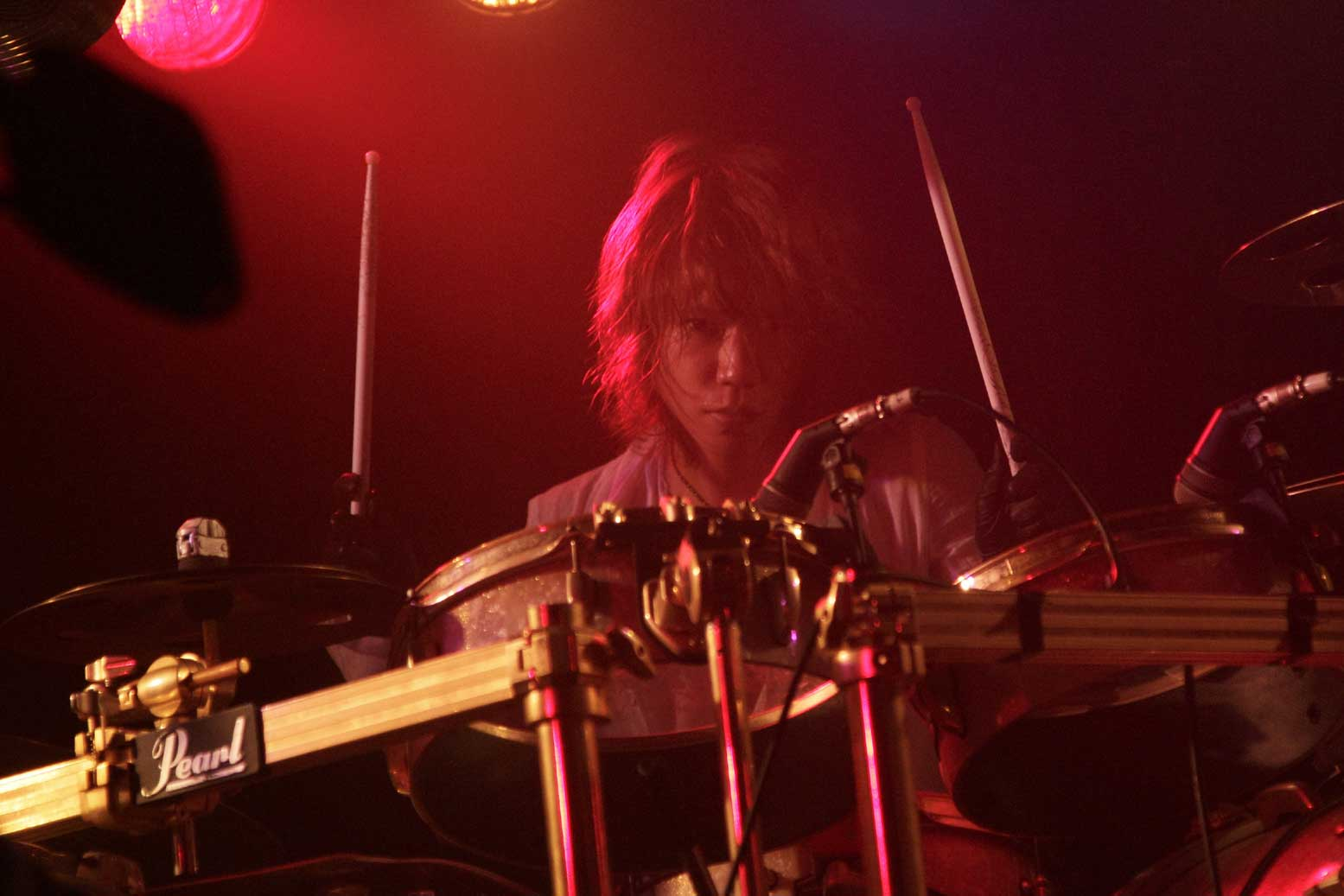
درامر Shinya